# 114 Kassandra
114 Kassandra är en asteroid i asteroidbältet. Den upptäcktes 1871 av astronomen C. H. F. Peters i Clinton, New York. Asteroiden har fått sitt namn efter Kassandra inom grekisk mytologi.
Omloppstiden runt solen är 1 600 dagar.